# Igreja Presbiteriana do Campo Belo
A Igreja Presbiteriana do Campo Belo, conhecida até 2016 como Igreja Evangélica Suíça de São Paulo, é uma igreja protestante reformada originada com a colônia suíça de São Paulo, SP, Brasil, com sede no Campo Belo, à rua Gabriele d’Annunzio, 952.
Foi fundada em meados do século XX, inicialmente reunindo-se nas dependências do então consulado suíço no centro da cidade. Atendia as necessidades espirituais dos imigrantes, mas hoje é predominantemente constituída por brasileiros sem ascendência suíça. A partir de 2016 passou a ser uma igreja federada à Igreja Presbiteriana do Brasil e desde então passou a nomear-se Igreja Presbiteriana do Campo Belo.

## Orientação teológica
Até 2016, a igreja seguiu uma linha zwingli-calvinista ortodoxa, tendo sido vinculada por laços de irmandade à Igreja Evangélica Reformada de Zurique, ZH, Suíça que, entretanto, é adepta da Teologia liberal. A partir de então, a igreja passou a integrar a Igreja Presbiteriana do Brasil, uma igreja que subscreve oficial a Confissão de Fé de Westminster, Catecismo Maior de Westminster e Breve Catecismo de Westminster, sendo uma denominação conservadora e evangélica.

## Igreja cristã reformada do Campo Belo
Ocupava o mesmo endereço a Igreja Cristã Reformada do Campo Belo, que subscreve a Segunda Confissão Helvética, as Três Formas de Unidade (Confissão Belga, o Catecismo de Heidelberg e os Cânones de Dort). Sua membresia era predominantemente de origem holandesa e de chineses da Indonésia.

## Obras

### Sociais
Deu origem ao orfanato Lar Feliz, que em 2007 transferiu sua sede para Curitiba, devido a exigências burocráticas da prefeitura de São Paulo consideradas difíceis de atender.

### Evangélicas
A igreja auxilia uma missão no Piauí, é responsável pelo cuidado pastoral do Retiro Suíço (Benemerência Helvetia) em Campo Limpo Paulista, SP, e mantém trabalhos evangelísticos no bairro da Luz e em Jundiaí.

## Pastores
Seu pastor, desde 2001, é o rev. Valdeci da Silva Santos (presbiteriano); seu antecessor (1995–2001), Augustus Nicodemus Lopes, também presbiteriano, foi o primeiro pastor brasileiro dessa congregação, após vários pastores enviados da Suíça. Devido ao contraste entre a Teologia liberal, dominante nas igrejas reformadas europeias como a Igreja Reformada Suíça, tornou-se incompatível a relação entre a Igreja Evangélica Suíça de São Paulo e a igreja europeia, razão pela qual começou a receber pastores da Igreja Presbiteriana do Brasil.  Durante a ausência do pastor titular para um doutorado nos Estados Unidos da América, entre 2009 e 2010, substituiu-o o pastor Cláudio Marra, também presbiteriano e antigo editor da Editora Abril e da Editora Cultura Cristã, pertencente à Igreja Presbiteriana do Brasil.